# سي بي إس نيوز

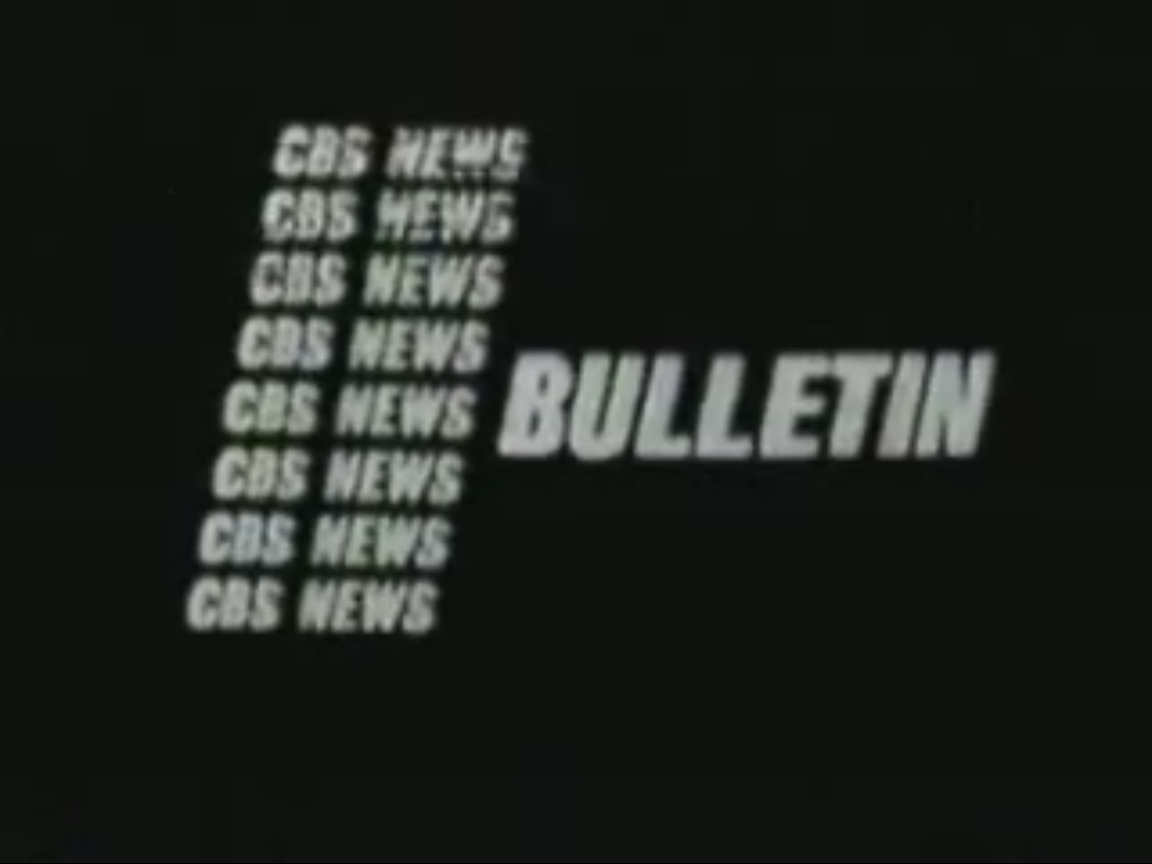

سي بي إس نيوز بالإنجليزية (CBS News) هي شركة إذاعة أخبار أمريكية منبثقة عن شركة سي بي اس الأم. ويذاع فيها البرنامج الشهير 60 دقيقة.